# Marcel Rohner
Marcel Rohner (Baar, 21 de junio de 1964) es un deportista suizo que compitió en bobsleigh en la modalidad cuádruple. 
Participó en los Juegos Olímpicos de Nagano 1998, obteniendo una medalla de plata en la prueba cuádruple (junto con Markus Nüssli, Markus Wasser y Beat Seitz).
Ganó dos medallas de plata en el Campeonato Mundial de Bobsleigh entre los años 1996 y 1999, y tres medallas en el Campeonato Europeo de Bobsleigh entre los años 1996 y 1999.

## Palmarés internacional
| Juegos Olímpicos   | Juegos Olímpicos           | Juegos Olímpicos  | Juegos Olímpicos |
| Año                | Lugar                      | Medalla           | Prueba           |
| ------------------ | -------------------------- | ----------------- | ---------------- |
| 1998               | Nagano (Japón)             | Medalla de plata  | Cuádruple        |
| Campeonato Mundial |                            |                   |                  |
| Año                | Lugar                      | Medalla           | Prueba           |
| 1996               | Calgary (Canadá)           | Medalla de plata  | Cuádruple        |
| 1999               | Cortina d'Ampezzo (Italia) | Medalla de plata  | Cuádruple        |
| Campeonato Europeo |                            |                   |                  |
| Año                | Lugar                      | Medalla           | Prueba           |
| 1996               | Sankt Moritz (Suiza)       | Medalla de bronce | Cuádruple        |
| 1997               | Königssee (Alemania)       | Medalla de plata  | Cuádruple        |
| 1999               | Winterberg (Alemania)      | Medalla de plata  | Cuádruple        |